# Rhyparella decempunctata
Rhyparella decempunctata är en tvåvingeart som beskrevs av Friedrich Georg Hendel 1909. Rhyparella decempunctata ingår i släktet Rhyparella och familjen fläckflugor. Inga underarter finns listade i Catalogue of Life.